# ライブエムツー
ライブエムツー（liveM2）はコンサート・ライブ等のイベントの企画・制作・運営・プロデュース会社。全国でイベントの企画・制作・運営・プロデュースを主に行っている。2007年創業。2020年清算。
自主企画ライブイベントを中心に企画・制作・運営を行なっている。ジャンルはポップスからアニソンまで幅広く取り扱う。
ライブや音楽に関連した事業を行なっている他、アーティストの育成、マネジメントにも力を入れている。
ラジオ番組の制作・ディレクションも行なっている。
毎年、アニメゲーム戦隊シリーズの音楽ライブイベントを開催している。